# Pacific Beach
Pacific Beach – dzielnica San Diego, w skrócie PB.
Granicę dzielnicy stanowią: od zachodu Ocean Spokojny, od północy – dzielnica La Jolla, od wschodu – droga krajowa nr 5, od południa – dzielnica Mission Beach.
Populacja PB to ok. 40 tys. mieszkańców, średni wiek mieszkańców wynosi 35 lat, mediana rocznego dochodu na gospodarstwo domowe to 68.390 dol.
Pacific Beach znana jest z plaż, dobrych warunków do surfingu i życia nocnego. Najwięcej barów i klubów znajduje się w okolicy ulic Garnet Ave, Ingraham St i Mission Blvd. Dzięki temu dzielnica przyciąga turystów. W 2009 roku odwiedziło ją 26 mln osób.
Pierwsze zabudowania w Pacific Beach powstały pod koniec XIX wieku. Większość domów to wille w stylu „cottages”, które powstały głównie w latach 40.–60. XX wieku. W latach 70. XX wieku zbudowano też wiele kompleksów z mieszkaniami. Najwięcej większych domów jednorodzinnych jest w mniej rozrywkowych częściach dzielnicy – North Pacific Beach i Crown Point. Średnia cena domu w okolicy to 750 tys. – 1 mln dol. Domy stojące przy same plaży osiągają ceny nawet ponad 3 mln dol.
W dzielnicy znajduje się polska parafia Misji Rzymskokatolickiej św. Maksymiliana Kolbe. Jest to jedyna w San Diego polska parafia. W 2006 roku wybuchł wokół niej lokalny spór wśród Polonii.

## Galeria zdjęć

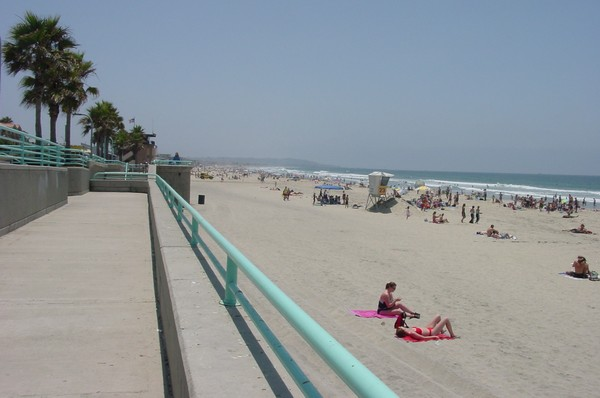
Plaża w Pacific Beach
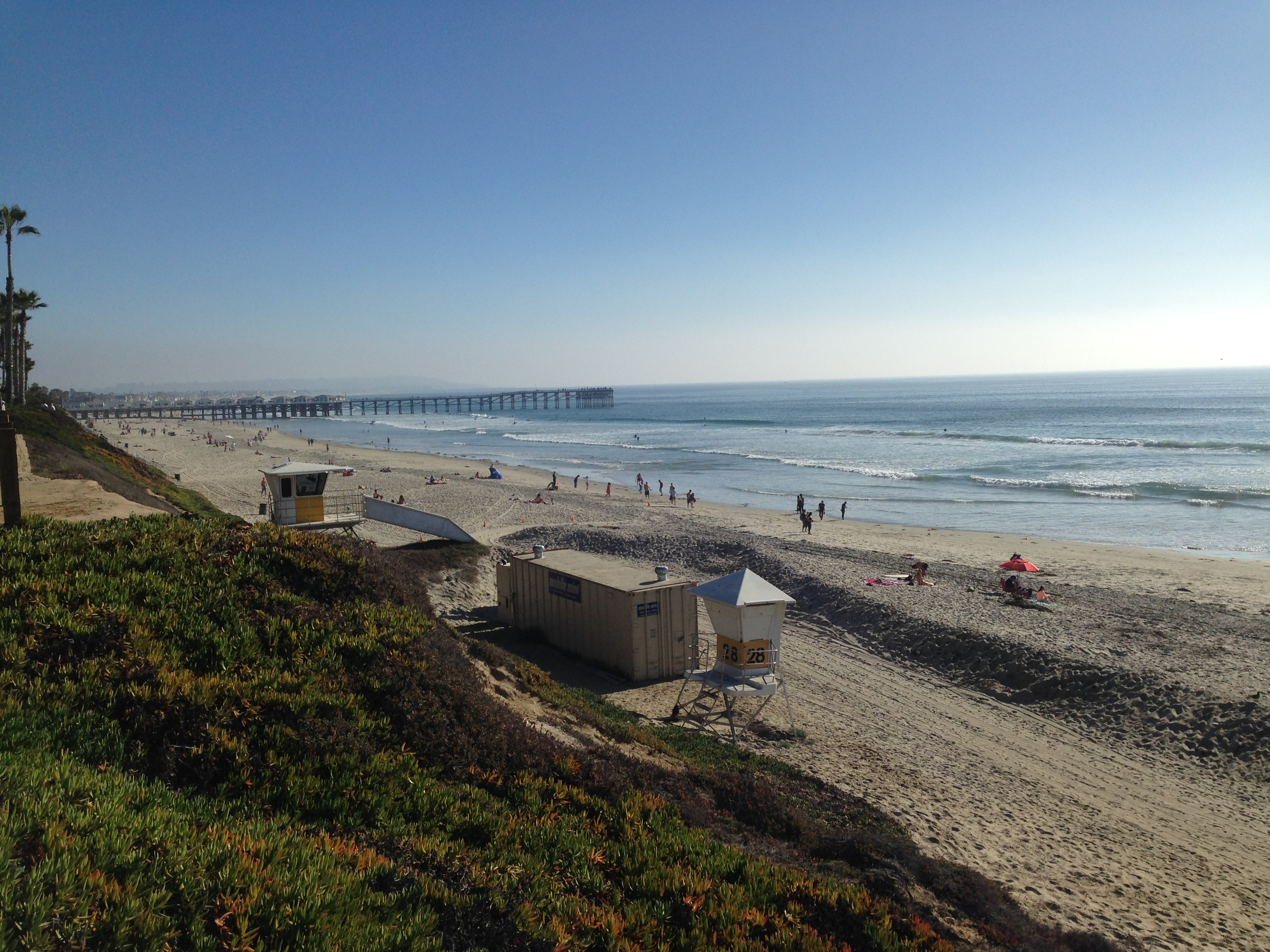
Pacific Beach na północ od mola Crystal Pier
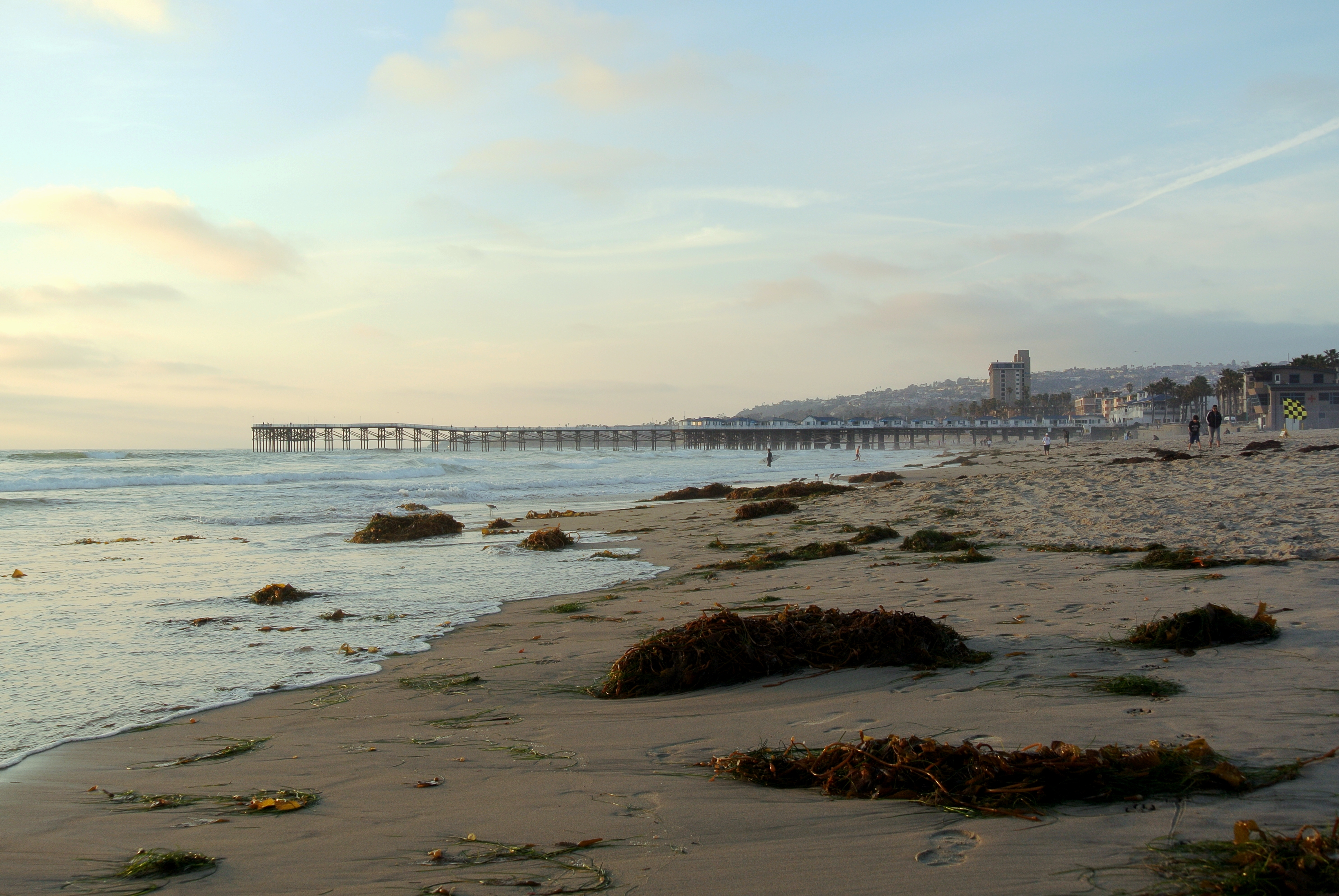
Pacific Beach widok w kierunku północnym, w oddali molo Crystal Pier
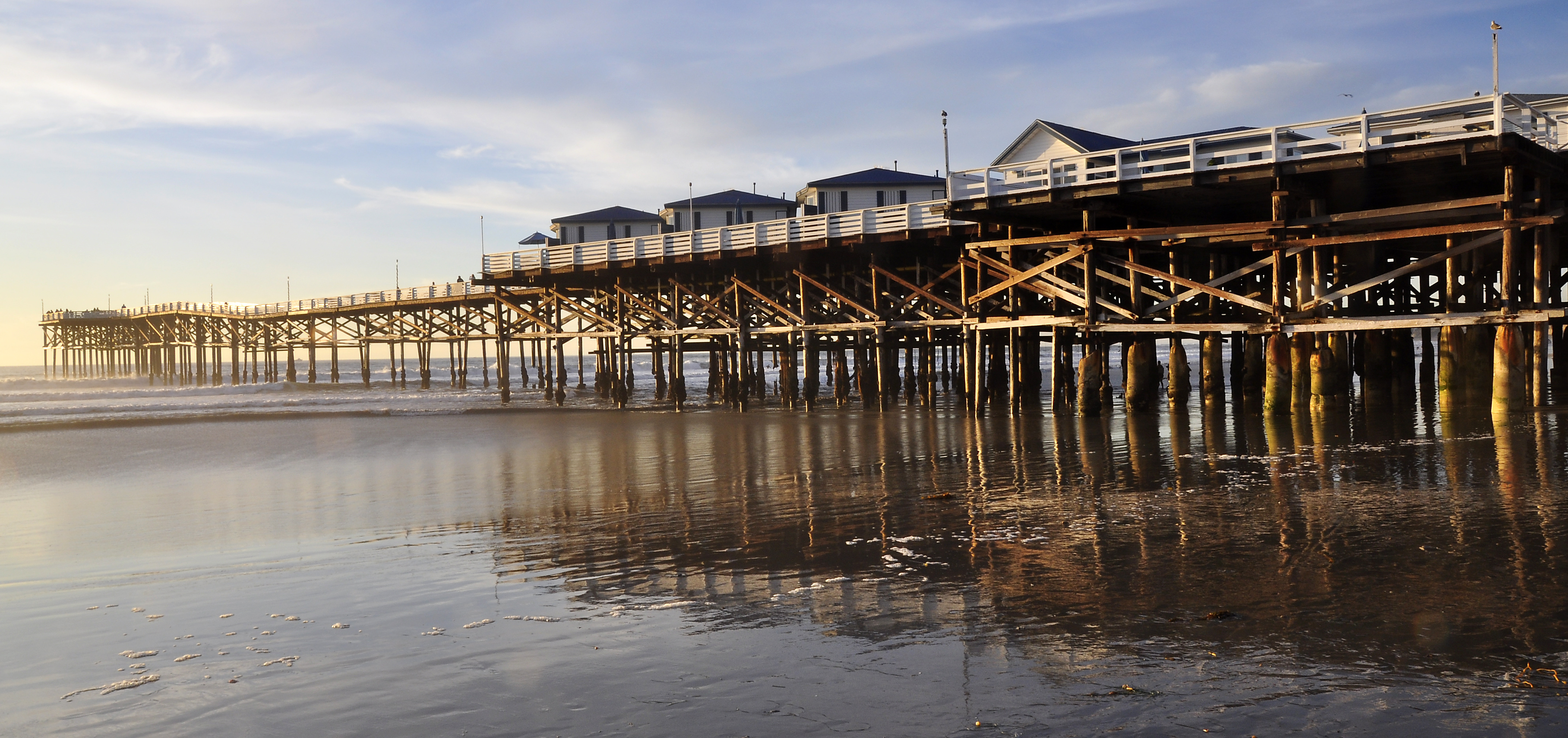
Molo Crystal Pier
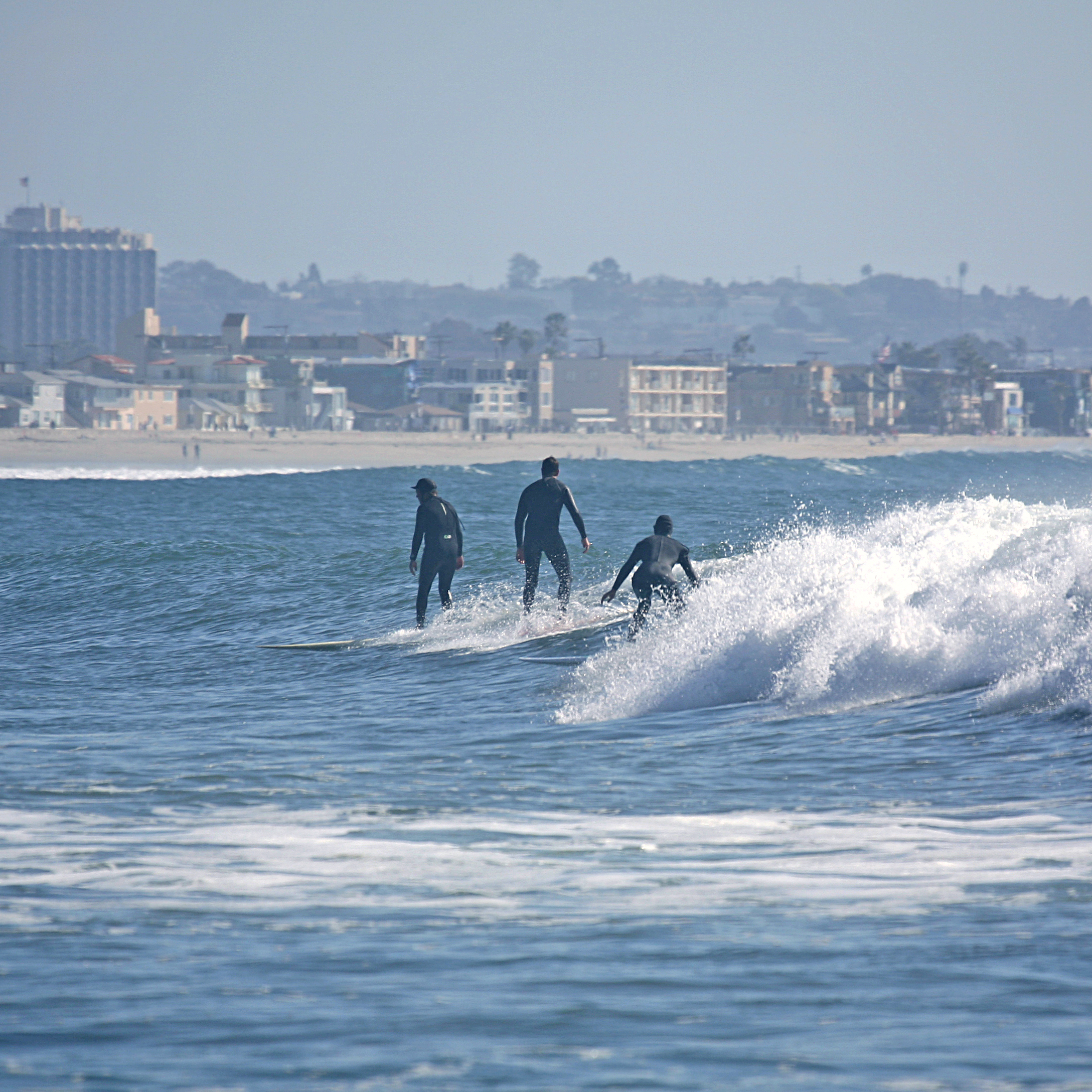
Surfowanie na Pacific Beach